# ونسا زمریپا
ونسا زمریپا (انگلیسی: Vanessa Zamarripa؛ زادهٔ ۱ اوت ۱۹۹۰) یک ژیمناست هنری است.